# 神港夕刊新聞社
神港夕刊新聞社（しんこうゆうかんしんぶんしゃ）は、かつて兵庫県内で一般紙およびスポーツ紙を発行していた新聞社である。

## 概要
神戸新聞社では第二次世界大戦の終了後に、娯楽を重視した夕刊紙の創刊・発行を計画していた。これに対して、当時日本でポツダム宣言に伴う占領政策を執行していた連合国軍最高司令官総司令部（GHQ）は、国内の製紙事情などを理由に、同じ新聞社が2つの地方紙を発行することを認めない方針を示した。そこで神戸新聞社では、子会社として神港夕刊新聞社を設立したうえで、「神港夕刊新聞」の創刊に漕ぎ着けた。
神港夕刊新聞社では、親会社の神戸新聞社との間で編集・販売業務の全面提携を結んでいた。しかし、1948年に社名を「神港新聞社」と変更したうえで、神戸新聞社から分離・独立した。
神港新聞は1950年に、神戸新聞に次ぐ兵庫県内第2の県域新聞を目指すための整備の一環として、朝刊とのセット販売を開始した。また、同年1月にスポーツ紙『オールスポーツ』を創刊させている（後述）。
1959年には題号を「兵庫新聞」と改め、1961年10月に夕刊紙の単独発行に戻した。しかし、1968年6月1日付け（5月31日夕方発行分）の新聞を最後に廃刊した。

## オールスポーツ
神港新聞社は1950年1月20日、スポーツ紙として『スポーツ・アンド・スクリーン』『オールスポーツ』を同時に創刊させた。鈴木竜二（セントラル・リーグ顧問）・小島善平（同リーグ関西事務所長）・宇野庄治（読売新聞社運動部長、いずれも当時）からの打診を受けての創刊で、神港新聞の読者から題号を公募した後に「オールスポーツ」へ決定したが、1950年代の中盤以降は経営不振が続いた。
「オールスポーツ」関連の事業は後に「オールスポーツ新聞社」として神港新聞社から独立したものの、経営不振の解消までに至らなかった。そこで1957年に、大阪府枚方市で朝日新聞の宅配販売店（現在の「ASA」）を経営していた折田平市を介して、朝日新聞社と日刊スポーツ新聞社がオールスポーツ新聞社の経営権をフランチャイジー方式で継承。「大阪日刊スポーツ新聞社」（現在の日刊スポーツ新聞西日本・大阪本社版）に移行した。
なお、神戸新聞社では神港新聞の独立化に際して、新しい題号の新聞の創刊を計画。1948年8月1日、この計画を基に関西地区初のスポーツ紙『デイリースポーツ』を創刊させた。